# Iosîpivka, Novomîrhorod
Iosîpivka (în ucraineană Йосипівка) este localitatea de reședință a comunei Iosîpivka din raionul Novomîrhorod, regiunea Kirovohrad, Ucraina.

## Demografie
Componența lingvistică a localității Iosîpivka
     Ucraineană (95,43%)
     Rusă (3,11%)
     Alte limbi (1,46%)
Conform recensământului din 2001, majoritatea populației localității Iosîpivka era vorbitoare de ucraineană (95,43%), existând în minoritate și vorbitori de rusă (3,11%).